# Hoshen Mishpat
Le Hoshen Mishpat (hébreu : חושן משפט « pectoral du jugement », d'après Exode 28:15, acronyme חו"מ Ho"M) est la quatrième section de l'Arbaa Tourim, code de Loi juive de Jacob ben Asher sur lequel se modèle le Choulhan Aroukh de Joseph Caro et de leurs commentaires ultérieurs.
Cette section se base principalement sur l'ordre Nezikin qui traite du droit civil et financier (à l'exception des engagements et désengagements conjugaux). Elle a été principalement commentée par Yehoshoua Falk dans le Meïrat eynaïm, Shabbetaï Cohen dans le Siftei Cohen, Aryeh Leib HaCohen Heller dans le Ktzot Hahoshen et Yaakov Loberbaum dans le Netivot Hamishpat, outre les commentaires généraux du Choulhan Aroukh et les responsa relevant du Hoshen Mishpat (principalement sur des points de droit financier).

## Table des matières des sujets traités
- Lois relatives aux juges
- Lois relatives aux témoins
- Lois relatives au prêt
- Lois relatives aux litigants
- Lois relatives aux dettes
- Lois relatives à la propriété individuelle et foncière
- Lois de l'hypothèque
- Lois sur les garanties
- Lois sur les associations de propriété, de travail, etc.
- Lois sur les émissaires
- Lois sur le commerce
- Lois sur les remboursements
- Lois sur les présents
- Lois sur les objets perdus et trouvés
- Lois sur les héritages et les tuteurs
- Lois sur les gardiens
- Lois sur les salaires des artisans et ouvriers
- Lois sur le vol et le chapardage
- Lois sur les torts causés à autrui ou à sa propriété